# Casa Staempfli
Casa Staempfli és un habitatge del municipi de Cadaqués (Alt Empordà) inclòs en l'Inventari del Patrimoni Arquitectònic de Catalunya.

## Descripció
Situada dins del nucli antic de la població, davant de la platja des Portal i de la plaça del Doctor Trèmols.
Edifici entre mitgeres de planta rectangular, format per tres crugies diferenciades, que inclou el pas des Portal, a la part superior. Presenta façana al carrer del Doctor Callís. Consta d'una planta semisoterrada i tres pisos d'alçada. La planta es troba avançada respecte a la línia de façana que formen els pisos, i la crugia menor està construïda damunt des Portal. L'accés a l'edifici es fa a través d'una porta situada a l'interior des Portal. La façana litoral presenta un gran porxo cobert situat al primer pis i delimitat per una persiana de lamel·les blanques, que l'aïlla del pas des Portal. Al segon pis hi ha una terrassa, coberta amb quatre làmines d'aigua. Al tercer pis hi ha un gran finestral rectangular de banda a banda. La crugia menor presenta dues grans obertures rectangulars a cada planta. Tota la construcció es troba arrebossada i pintada de color blanc, excepte el semisoterrani de pedra, que es troba directament pintat.

## Història
A partir dels anys 50, Cadaqués es va convertir en un centre cultural important, on es reunien personatges de la burgesia catalana i artistes internacionals de ressò. Aquests fets, juntament amb l'increment de turisme, varen comportar la construcció de noves cases d'estiueig, i la reforma de les antigues introduint variacions lligades a les darreres tendències arquitectòniques, encara que conservant, globalment, l'estil arquitectònic tradicional. Els autors de la reforma efectuada a l'edifici l'any 1960 són Peter Harnden i Lanfranco Bombelli.